# V República (partido político)
V República es un proyecto político encabezado por el exgeneral dominicano José Miguel Soto Jiménez, respondiendo a la necesidad de renovación del sistema político de la República Dominicana en el ámbito del pluralismo democrático y la apertura política.

## Surgimiento
El Movimiento V República surge al amparo de la Fundación V República, también creada por el exteniente general Soto Jiménez, quien en el período del 2000 al 2004 había ocupado el cargo de secretario de Estado de las Fuerzas Armadas bajo la administración gubernamental del Ing. Hipólito Mejía, del Partido Revolucionario Dominicano. La Fundación V República nace en el año 2004, propugnando por el alcance del ideal patriótico y la vocación de futuro, propios de las ideas de Soto Jiménez, también historiador y ensayista.

## Desarrollo
El Movimiento V República basó su desarrollo en la integración de renombradas figuras del pensamiento político dominicano y por la participación en tertulias y encuentros, a través de la exposición de sus ideas sin exclusión alguna, de personajes de la vida política dominicana sin importar el partido de procedencia.
El 28 de agosto del 2008 el Movimiento V República se convirtió en Partido V República mediante un acto de proclamación bajo el lema de "La Nación Ante Todo".